# حيدر الحلي

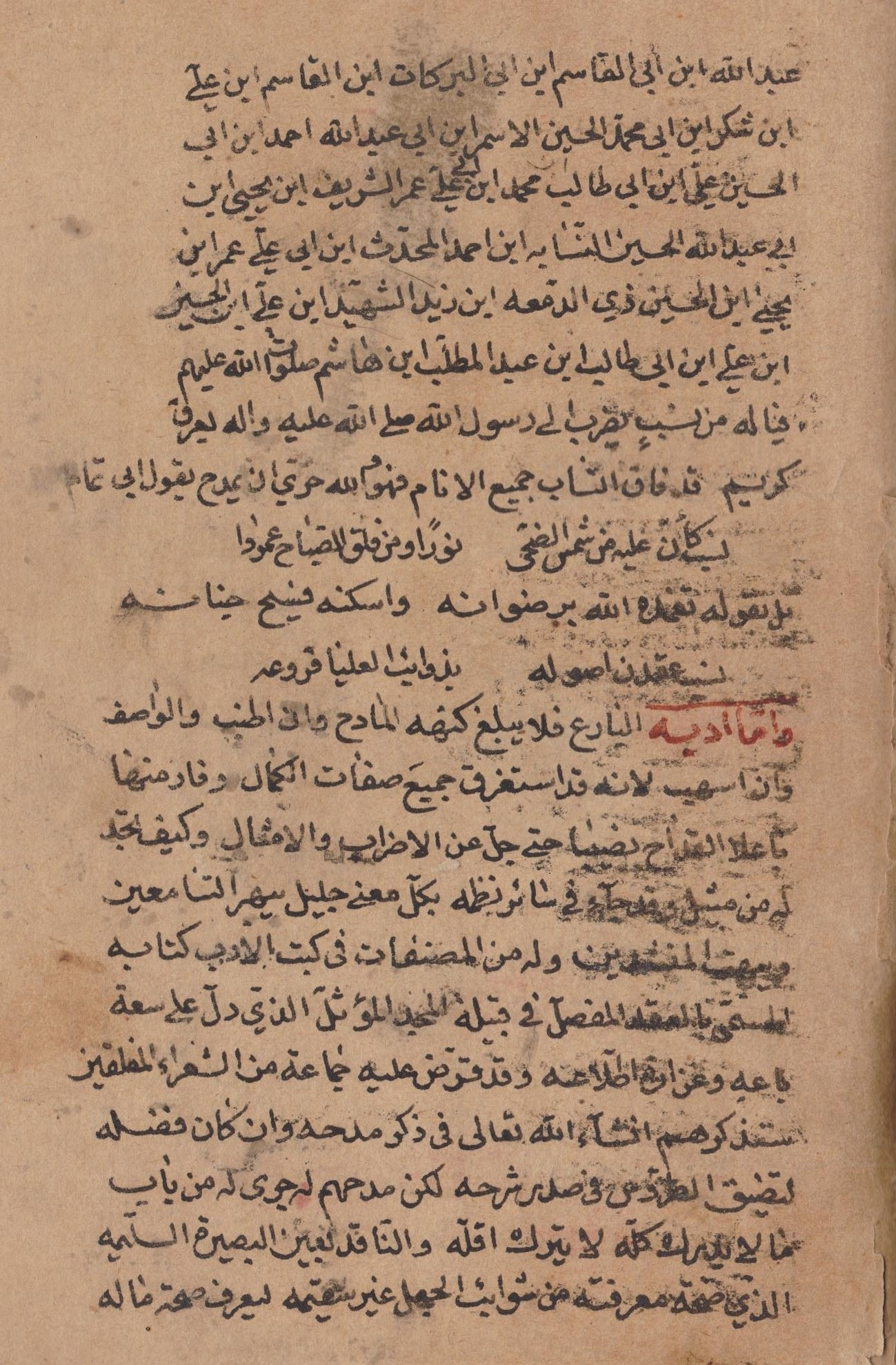
صفحة من ديوان حيدر الحلي بخط الشاعر حسن مصبح الحلي (المتوفي في 1899م)

السيد حيدر بن سليمان الحلي (28 يناير 1831 - 5 ديسمبر 1886) شاعر عراقي في القرن 19 م/13 هـ. ولد في الحلة في عائلة حسينية. مات أبوه وهو طفل فنشأ عند عمه مهدي بن داود الذي تخرج عليه في الأدب وعلى حسن الفلوجي. نبغ في الشعر الديني وله ديوان أسماه الدر اليتيم وأشهر نظمه حولياته في رثاء الحسين بن علي.
له كتب منها العقد المفصل في قبيلة المجد المؤثل و الأشجان في مراثي خير إنسان و دمية القصر في شعراء العصر. توفي في مسقط رأسه ودفن في العتبة العلوية بالنجف.

## نسبه
حيدر بن سليمان بن داود بن سليمان بن داود بن حيدر بن أحمد بن محمود بن شهاب بن علي بن محمد بن عبد الله بن أبي القاسم بن أبي البركات أبن القاسم بن علي بن شكر بن محمد بن أبي محمد الحسن (الحسين) الأسمر بن شمس الدين النقيب بن أبي عبد الله أحمد بن أبي الحسين (الحسن) علي بن أبي طالب محمد بن أبي علي عمر الشريف بن يحيى بن أبي عبد الله الحسين النسابة بن أحمد المحدث بن أبي علي عمر بن يحيى بن الحسين ذي الدمعة بن زيد الشهيد بن زين العابدين علي بن الحسين بن علي بن أبي طالب.

## سيرته
ولد حيدر بن سليمان بن داود بن سليمان بن داود الحسيني الحلّي في الحلة في 15 شعبان 1246 هـ/ 28 يناير 1831 م ونشأ بها يتيماً، فكفله عمه مهدي الحلّي وعني به وقام تربيته العلمية والأدبية وتخرج عليه في الأدب وعلى الشيخ حسن الفلوجي. نبغ في النظم والنثر، واشتهر في الأدب الديني. قال عنه محسن الأمين في أعيان الشيعة «كان شاعراً مجيداً من أشهر شعراء العراق، أديباً ناثراً جيّد الخطّ، نظم فأكثر، ولا سيّما في رثاء الحسين(عليه السلام)، ومدائح ومراثي أهل البيت (عليهم السلام)».

توفي في الحلة 9 ربيع الأوّل سنة 1304 هـ ونقل إلى النجف ودفن في العتبة العلوية‌ بالصحن الشريف عند مدخل الساباط من الجهة الشمالية. وقد عُطِّلت المدارس في سامراء والنجف بأمرٍ من السيد حسن الشيرازي حداداً على فقده.

## مؤلفاته
- الأشجان في مراثي خير إنسان: جمع فيه مراثي جعفر بن معز الدين القزويني الحلي.
- دمية القصر في شعراء العصر
- ديوان شعره
- العقد المفصل في قبيلة المجد المؤثل، آل كبة.

## وصلات خارجية
- في موقع الأدب
- في معجم البابطين